# Engels curlingteam (vrouwen)
Het Engelse curlingteam vertegenwoordigt Engeland in internationale curlingwedstrijden.

## Geschiedenis
Engeland nam voor het eerst deel aan een internationaal toernooi tijdens het Europees kampioenschap van 1976, in West-Berlijn. De Engelsen wisten vier van hun acht wedstrijden te winnen, en konden zo met de bronzen medaille naar huis. Het is nog steeds de beste prestatie ooit van het Engelse curlingteam. Na deze derde plaats ging het snel bergaf met Engeland. Een eerste triest dieptepunt was het Europees kampioenschap van 1980, toen Engeland al z'n tien wedstrijden verloor. Een van die wedstrijden was de 19-2-pandoering die Zweden de Engelsen uitdeelde. Engeland werd hierna een onopvallende middenmoter die de curlinggrootmachten nooit kon en kan bedreigen.
Engeland heeft tot op heden twee keer deelgenomen aan het wereldkampioenschap. Bij de eerste editie, in 1979, kon Engeland geen enkele wedstrijd winnen, en eindigde het land troosteloos laatste. In 1993 kon Engeland toch twee van z'n tien wedstrijden winnen, en eindigde het op de negende plaats. Sindsdien kon Engeland zich niet meer plaatsen voor het wereldkampioenschap. Aangezien Engeland op de Olympische Spelen deel uitmaakt van het Britse curlingteam, kan het niet afzonderlijk deelnemen aan de Winterspelen.

## Engeland op het wereldkampioenschap
| Jaar | Plaats        | Skip            | WG            | W             | V             | PV            | PT            |
| ---- | ------------- | --------------- | ------------- | ------------- | ------------- | ------------- | ------------- |
| 1979 | 11            | Janette Forrest | 10            | 0             | 10            | 48            | 114           |
| 1980 | Geen deelname | Geen deelname   | Geen deelname | Geen deelname | Geen deelname | Geen deelname | Geen deelname |
| 1981 | Geen deelname | Geen deelname   | Geen deelname | Geen deelname | Geen deelname | Geen deelname | Geen deelname |
| 1982 | Geen deelname | Geen deelname   | Geen deelname | Geen deelname | Geen deelname | Geen deelname | Geen deelname |
| 1983 | Geen deelname | Geen deelname   | Geen deelname | Geen deelname | Geen deelname | Geen deelname | Geen deelname |
| 1984 | Geen deelname | Geen deelname   | Geen deelname | Geen deelname | Geen deelname | Geen deelname | Geen deelname |
| 1985 | Geen deelname | Geen deelname   | Geen deelname | Geen deelname | Geen deelname | Geen deelname | Geen deelname |
| 1986 | Geen deelname | Geen deelname   | Geen deelname | Geen deelname | Geen deelname | Geen deelname | Geen deelname |
| 1987 | Geen deelname | Geen deelname   | Geen deelname | Geen deelname | Geen deelname | Geen deelname | Geen deelname |
| 1988 | Geen deelname | Geen deelname   | Geen deelname | Geen deelname | Geen deelname | Geen deelname | Geen deelname |
| 1989 | Geen deelname | Geen deelname   | Geen deelname | Geen deelname | Geen deelname | Geen deelname | Geen deelname |
| 1990 | Geen deelname | Geen deelname   | Geen deelname | Geen deelname | Geen deelname | Geen deelname | Geen deelname |
| 1991 | Geen deelname | Geen deelname   | Geen deelname | Geen deelname | Geen deelname | Geen deelname | Geen deelname |
| 1992 | Geen deelname | Geen deelname   | Geen deelname | Geen deelname | Geen deelname | Geen deelname | Geen deelname |
| 1993 | 9             | Sally Gray      | 10            | 2             | 8             | 46            | 88            |
| 1994 | Geen deelname | Geen deelname   | Geen deelname | Geen deelname | Geen deelname | Geen deelname | Geen deelname |
| 1995 | Geen deelname | Geen deelname   | Geen deelname | Geen deelname | Geen deelname | Geen deelname | Geen deelname |
| 1996 | Geen deelname | Geen deelname   | Geen deelname | Geen deelname | Geen deelname | Geen deelname | Geen deelname |
| 1997 | Geen deelname | Geen deelname   | Geen deelname | Geen deelname | Geen deelname | Geen deelname | Geen deelname |
| 1998 | Geen deelname | Geen deelname   | Geen deelname | Geen deelname | Geen deelname | Geen deelname | Geen deelname |
| 1999 | Geen deelname | Geen deelname   | Geen deelname | Geen deelname | Geen deelname | Geen deelname | Geen deelname |
| 2000 | Geen deelname | Geen deelname   | Geen deelname | Geen deelname | Geen deelname | Geen deelname | Geen deelname |
| 2001 | Geen deelname | Geen deelname   | Geen deelname | Geen deelname | Geen deelname | Geen deelname | Geen deelname |

| Jaar | Plaats        | Skip          | WG            | W             | V             | PV            | PT            |
| ---- | ------------- | ------------- | ------------- | ------------- | ------------- | ------------- | ------------- |
| 2002 | Geen deelname | Geen deelname | Geen deelname | Geen deelname | Geen deelname | Geen deelname | Geen deelname |
| 2003 | Geen deelname | Geen deelname | Geen deelname | Geen deelname | Geen deelname | Geen deelname | Geen deelname |
| 2004 | Geen deelname | Geen deelname | Geen deelname | Geen deelname | Geen deelname | Geen deelname | Geen deelname |
| 2005 | Geen deelname | Geen deelname | Geen deelname | Geen deelname | Geen deelname | Geen deelname | Geen deelname |
| 2006 | Geen deelname | Geen deelname | Geen deelname | Geen deelname | Geen deelname | Geen deelname | Geen deelname |
| 2007 | Geen deelname | Geen deelname | Geen deelname | Geen deelname | Geen deelname | Geen deelname | Geen deelname |
| 2008 | Geen deelname | Geen deelname | Geen deelname | Geen deelname | Geen deelname | Geen deelname | Geen deelname |
| 2009 | Geen deelname | Geen deelname | Geen deelname | Geen deelname | Geen deelname | Geen deelname | Geen deelname |
| 2010 | Geen deelname | Geen deelname | Geen deelname | Geen deelname | Geen deelname | Geen deelname | Geen deelname |
| 2011 | Geen deelname | Geen deelname | Geen deelname | Geen deelname | Geen deelname | Geen deelname | Geen deelname |
| 2012 | Geen deelname | Geen deelname | Geen deelname | Geen deelname | Geen deelname | Geen deelname | Geen deelname |
| 2013 | Geen deelname | Geen deelname | Geen deelname | Geen deelname | Geen deelname | Geen deelname | Geen deelname |
| 2014 | Geen deelname | Geen deelname | Geen deelname | Geen deelname | Geen deelname | Geen deelname | Geen deelname |
| 2015 | Geen deelname | Geen deelname | Geen deelname | Geen deelname | Geen deelname | Geen deelname | Geen deelname |
| 2016 | Geen deelname | Geen deelname | Geen deelname | Geen deelname | Geen deelname | Geen deelname | Geen deelname |
| 2017 | Geen deelname | Geen deelname | Geen deelname | Geen deelname | Geen deelname | Geen deelname | Geen deelname |
| 2018 | Geen deelname | Geen deelname | Geen deelname | Geen deelname | Geen deelname | Geen deelname | Geen deelname |
| 2019 | Geen deelname | Geen deelname | Geen deelname | Geen deelname | Geen deelname | Geen deelname | Geen deelname |
| 2021 | Geen deelname | Geen deelname | Geen deelname | Geen deelname | Geen deelname | Geen deelname | Geen deelname |
| 2022 | Geen deelname | Geen deelname | Geen deelname | Geen deelname | Geen deelname | Geen deelname | Geen deelname |
| 2023 | Geen deelname | Geen deelname | Geen deelname | Geen deelname | Geen deelname | Geen deelname | Geen deelname |
| 2024 | Geen deelname | Geen deelname | Geen deelname | Geen deelname | Geen deelname | Geen deelname | Geen deelname |
| 2025 | Geen deelname | Geen deelname | Geen deelname | Geen deelname | Geen deelname | Geen deelname | Geen deelname |

## Engeland op het Europees kampioenschap
| Jaar | Plaats        | Skip             | WG            | W             | V             | PV            | PT            |
| ---- | ------------- | ---------------- | ------------- | ------------- | ------------- | ------------- | ------------- |
| 1975 | Geen deelname | Geen deelname    | Geen deelname | Geen deelname | Geen deelname | Geen deelname | Geen deelname |
| 1976 | 3             | Connie Miller    | 8             | 4             | 4             | 56            | 69            |
| 1977 | 5             | Janette Forrest  | 7             | 3             | 4             | 39            | 72            |
| 1978 | 8             | Connie Miller    | 8             | 2             | 6             | 42            | 92            |
| 1979 | 9             | Janette Forrest  | 8             | 1             | 7             | 38            | 85            |
| 1980 | 11            | Gwen French      | 10            | 0             | 10            | 52            | 131           |
| 1981 | 12            | Gwen French      | 6             | 0             | 6             | 33            | 65            |
| 1982 | 10            | Christine Short  | 7             | 2             | 5             | 37            | 82            |
| 1983 | 12            | Gwen French      | 7             | 1             | 6             | 43            | 83            |
| 1984 | 8             | Gwen French      | 7             | 2             | 5             | 44            | 67            |
| 1985 | 13            | Margaret Maxwell | 6             | 1             | 5             | 36            | 50            |
| 1986 | 11            | Jean Picken      | 7             | 3             | 4             | 49            | 56            |
| 1987 | 10            | Caroline Cumming | 6             | 2             | 4             | 33            | 43            |
| 1988 | 8             | Joan Reed        | 7             | 2             | 5             | 50            | 62            |
| 1989 | 13            | Caroline Cumming | 6             | 1             | 5             | 33            | 56            |
| 1990 | 13            | Moira Davison    | 5             | 0             | 5             | 21            | 38            |
| 1991 | 11            | Joan Reed        | 5             | 2             | 3             | 38            | 31            |
| 1992 | 8             | Sally Gray       | 8             | 5             | 3             | 69            | 53            |
| 1993 | 7             | Sally Gray       | 6             | 0             | 6             | 28            | 55            |
| 1994 | 11            | Joan Reed        | 6             | 2             | 4             | 35            | 51            |
| 1995 | 9             | Janice Manson    | 6             | 2             | 4             | 29            | 57            |
| 1996 | 13            | Janice Manson    | 6             | 1             | 5             | 38            | 57            |
| 1997 | 8             | Joan Reed        | 8             | 4             | 4             | 47            | 61            |
| 1998 | 9             | Joan Reed        | 7             | 3             | 4             | 42            | 48            |
| 1999 | 9             | Sarah Johnston   | 7             | 3             | 4             | 47            | 58            |

| Jaar | Plaats | Skip           | WG | W | V | PV  | PT |
| ---- | ------ | -------------- | -- | - | - | --- | -- |
| 2000 | 11     | Joan Reed      | 7  | 3 | 4 | 47  | 59 |
| 2001 | 12     | Sarah Johnston | 7  | 2 | 5 | 38  | 63 |
| 2002 | 12     | Sarah Johnston | 10 | 7 | 3 | 104 | 60 |
| 2003 | 10     | Fiona Hawker   | 9  | 0 | 9 | 40  | 90 |
| 2004 | 17     | Sarah Johnston | 6  | 3 | 3 | 48  | 44 |
| 2005 | 13     | Joan Reed      | 8  | 6 | 2 | 71  | 46 |
| 2006 | 13     | Joan Reed      | 7  | 4 | 3 | 58  | 43 |
| 2007 | 11     | Kirsty Balfour | 9  | 6 | 3 | 71  | 52 |
| 2008 | 8      | Kirsty Balfour | 13 | 4 | 9 | 65  | 99 |
| 2009 | 10     | Kirsty Balfour | 9  | 0 | 9 | 43  | 80 |
| 2010 | 15     | Lorna Rettig   | 9  | 4 | 5 | 59  | 59 |
| 2011 | 17     | Fiona Hawker   | 9  | 3 | 6 | 70  | 58 |
| 2012 | 17     | Fiona Hawker   | 9  | 3 | 6 | 44  | 74 |
| 2013 | 13     | Anna Fowler    | 12 | 8 | 4 | 92  | 70 |
| 2014 | 16     | Anna Fowler    | 9  | 5 | 4 | 58  | 49 |
| 2015 | 14     | Anna Fowler    | 12 | 7 | 5 | 98  | 71 |
| 2016 | 15     | Anna Fowler    | 10 | 5 | 5 | 73  | 62 |
| 2017 | 15     | Lisa Farnell   | 9  | 4 | 5 | 59  | 51 |
| 2018 | 16     | Lisa Farnell   | 9  | 5 | 4 | 50  | 41 |
| 2019 | 14     | Lisa Farnell   | 11 | 6 | 5 | 66  | 73 |
| 2021 | 14     | Hetty Garnier  | 11 | 7 | 4 | 84  | 72 |
| 2022 | 17     | Lisa Farnell   | 9  | 3 | 6 | 57  | 72 |
| 2023 | 15     | Anna Fowler    | 9  | 6 | 3 | 67  | 51 |
| 2024 | 15     | Hetty Garnier  | 9  | 6 | 3 | 64  | 52 |

Andorra · Australië · België · Brazilië · Bulgarije · Canada · China · Chinees Taipei · Denemarken · Duitsland · Engeland · Estland · Filipijnen · Finland · Frankrijk · Groot-Brittannië · Hongarije · Hongkong · Ierland · Italië · Jamaica · Japan · Kazachstan · Kenia · Kroatië · Letland · Litouwen · Luxemburg · Mexico · Nederland · Nieuw-Zeeland · Nigeria · Noorwegen · Oekraïne · Oostenrijk · Polen · Portugal · Qatar · Roemenië · Rusland · Schotland · Servië · Slovenië · Slowakije · Spanje · Thailand · Tsjechië · Tsjecho-Slowakije · Turkije · Verenigde Staten · Wales · Wit-Rusland · Zuid-Korea · Zweden · Zwitserland